# Éric Aubourg
Éric Aubourg  é um astrofísico e egiptólogo francês.  É membro da  Comissão de energia atômica francesa e membro de um júri de admissão para os concursos de recrutamento dos agentes de investigação do  CNRS .
Como egiptólogo é um apaixonado pela orientação astronômica dos templos e túmulos, e pelo conteúdo astronômico existente nos baixos relevos e escritos  que datam do  antigo Egito. Nos anos de 1990, com  a egiptóloga  Sylvie Cauville,  estudou o conteúdo astronômico do  zodíaco circular de  Dendérah, obtendo interessantes conclusões.
É igualmente o autor do software  "MacScribe"  para a  Macintosh, utilizando uma fonte de caracteres para hieróglifos. 

## Publicações
- La date de conception du temple d'Hathor à Dendérah, Boletim do Instituto Francês de Arqueologia Oriental do Cairo, 1995.